# فولکس‌واگن گلف ام‌کا۶
فولکس‌واگن گلف ام‌کا۶ (Volkswagen Golf Mk۶) خودرویی است در کلاس خودروی کامپکت که در آلمان، چانگچون، چین، جاکارتا و اندونزی تولید شده‌است. طراحی آن موتور جلو، خودرو محور جلو و خودرو چهار چرخ محرک بوده طول آن در حالت طبیعی ۴٬۱۹۹ میلیمتر (۱۶۵٫۳ اینچ) و عرض آن در حالت طبیعی ۱٬۷۷۹ میلیمتر (۷۰٫۰ اینچ) است. سیستم جعبه‌دندهٔ آن ۶ دنده به دو صورت خودکار و دستی است. این خودرو نسل ششم فولکس‌واگن گلف است و پس از فولکس‌واگن گلف ام‌کا۵ به بازار آمده‌است. تولید این خودرو در اروپا سال ۲۰۱۳ و در ایالات متحده سال ۲۰۱۴ متوقف شد ولی مدل گلف کابریولت هنوز در چرخه تولید است.